# آنوشا کودیتووکو
آنوشا کودیتووکو دیلروکشی (انگلیسی: Anusha Koddithuwakku Dilrukshi؛ زادهٔ ۲۷ دسامبر ۱۹۷۸) ورزشکار بوکس است که در بازی‌های جنوب آسیا، بازی‌های آسیایی داخل سالن و بازی‌های کشورهای همسود در مجموع برندهٔ ۱ مدال نقره، ۲ مدال برنز شده‌است.